# 6e étape du Tour de France 2000
Pour un article plus général, voir Tour de France 2000.
La 6e étape du Tour de France 2000 du 6 juillet 2000 s'est déroulée entre les villes de Vitré et de Tours sur une distance de 198,5 km.

## Classement de l'étape
| \| Classement de l'étape \| Classement de l'étape \| Classement de l'étape \| Classement de l'étape \| Classement de l'étape \| \| Coureur \| Coureur \| Pays \| Équipe \| Temps \| \| --------------------- \| --------------------- \| --------------------- \| ------------------------ \| --------------------- \| \| 1er \| Léon van Bon \| Pays-Bas \| Rabobank \| 4 h 28 min 06 s \| \| 2e \| Markus Zberg \| Suisse \| Rabobank \| + 0 s \| \| 3e \| Emmanuel Magnien \| France \| La Française des jeux \| + 0 s \| \| 4e \| Servais Knaven \| Pays-Bas \| Farm Frites \| + 0 s \| \| 5e \| Arvis Piziks \| Lettonie \| Memory Card-Jack & Jones \| + 0 s \| \| 6e \| Alberto Elli \| Italie \| Deutsche Telekom \| + 0 s \| \| 7e \| Fabrice Gougot \| France \| Crédit Agricole \| + 0 s \| \| 8e \| Salvatore Commesso \| Italie \| Saeco-Valli & Valli \| + 0 s \| \| 9e \| Jacky Durand \| France \| Lotto-Adecco \| + 0 s \| \| 10e \| José Luis Arrieta \| Espagne \| Banesto \| + 0 s \| |                    |          |                          |                 |
| |                    |          |                          |                 |
| |                    |          |                          |                 |
| Classement de l'étape |                    |          |                          |                 |
| Coureur | Coureur            | Pays     | Équipe                   | Temps           |
| 1er | Léon van Bon       | Pays-Bas | Rabobank                 | 4 h 28 min 06 s |
| 2e | Markus Zberg       | Suisse   | Rabobank                 | + 0 s           |
| 3e | Emmanuel Magnien   | France   | La Française des jeux    | + 0 s           |
| 4e | Servais Knaven     | Pays-Bas | Farm Frites              | + 0 s           |
| 5e | Arvis Piziks       | Lettonie | Memory Card-Jack & Jones | + 0 s           |
| 6e | Alberto Elli       | Italie   | Deutsche Telekom         | + 0 s           |
| 7e | Fabrice Gougot     | France   | Crédit Agricole          | + 0 s           |
| 8e | Salvatore Commesso | Italie   | Saeco-Valli & Valli      | + 0 s           |
| 9e | Jacky Durand       | France   | Lotto-Adecco             | + 0 s           |
| 10e | José Luis Arrieta  | Espagne  | Banesto                  | + 0 s           |

## Classement général
Grâce à son arrivée au sein de l'échappée victorieuse, l'Italien Alberto Elli (Deutsche Telekom) s'empare de la tête du classement général. Le nouveau porteur du maillot jaune devance le Français Fabrice Gougot (Crédit Agricole) de douze secondes et le Belge Marc Wauters (Rabobank) de plus d'une minute, eux aussi membres de l'échappée. L'ancien leader Laurent Jalabert (ONCE-Deutsche Bank) se retrouve dixième à plus de cinq minutes.
| \| Classement général \| Classement général \| Classement général \| Classement général \| Classement général \| \| Coureur \| Coureur \| Pays \| Équipe \| Temps \| \| ------------------ \| ------------------ \| ------------------ \| ------------------------ \| ------------------ \| \| 1er \| Alberto Elli \| Italie \| Deutsche Telekom \| 18 h 58 min 40 s \| \| 2e \| Fabrice Gougot \| France \| Crédit Agricole \| + 12 s \| \| 3e \| Marc Wauters \| Belgique \| Rabobank \| + 1 min 17 s \| \| 4e \| Pascal Chanteur \| France \| AG2R Prévoyance \| + 2 min 56 s \| \| 5e \| José Luis Arrieta \| Espagne \| Banesto \| + 3 min 08 s \| \| 6e \| Jacky Durand \| France \| Lotto-Adecco \| + 3 min 27 s \| \| 7e \| Salvatore Commesso \| Italie \| Saeco-Valli & Valli \| + 3 min 52 s \| \| 8e \| Servais Knaven \| Pays-Bas \| Farm Frites \| + 4 min 31 s \| \| 9e \| Arvis Piziks \| Lettonie \| Memory Card-Jack & Jones \| + 4 min 38 s \| \| 10e \| Laurent Jalabert \| France \| ONCE-Deutsche Bank \| + 5 min 40 s \| |                    |          |                          |                  |
| |                    |          |                          |                  |
| |                    |          |                          |                  |
| Classement général |                    |          |                          |                  |
| Coureur | Coureur            | Pays     | Équipe                   | Temps            |
| 1er | Alberto Elli       | Italie   | Deutsche Telekom         | 18 h 58 min 40 s |
| 2e | Fabrice Gougot     | France   | Crédit Agricole          | + 12 s           |
| 3e | Marc Wauters       | Belgique | Rabobank                 | + 1 min 17 s     |
| 4e | Pascal Chanteur    | France   | AG2R Prévoyance          | + 2 min 56 s     |
| 5e | José Luis Arrieta  | Espagne  | Banesto                  | + 3 min 08 s     |
| 6e | Jacky Durand       | France   | Lotto-Adecco             | + 3 min 27 s     |
| 7e | Salvatore Commesso | Italie   | Saeco-Valli & Valli      | + 3 min 52 s     |
| 8e | Servais Knaven     | Pays-Bas | Farm Frites              | + 4 min 31 s     |
| 9e | Arvis Piziks       | Lettonie | Memory Card-Jack & Jones | + 4 min 38 s     |
| 10e | Laurent Jalabert   | France   | ONCE-Deutsche Bank       | + 5 min 40 s     |

## Classements annexes
| Classement par points | Classement par points | Classement par points | Classement par points | Classement par points |
| Coureur               | Coureur               | Pays                  | Équipe                | Points                |
| --------------------- | --------------------- | --------------------- | --------------------- | --------------------- |
| 1er                   | Tom Steels            | Belgique              | Mapei-Quick Step      | 100 pts               |
| 2e                    | Marcel Wüst           | Allemagne             | Festina               | 99 pts                |
| 3e                    | Erik Zabel            | Allemagne             | Deutsche Telekom      | 94 pts                |
| 4e                    | Stuart O'Grady        | Australie             | Crédit Agricole       | 72 pts                |
| 5e                    | Jans Koerts           | Pays-Bas              | Farm Frites           | 68 pts                |

| Classement par points | Classement par points | Classement par points | Classement par points | Classement par points |
| Coureur               | Coureur               | Pays                  | Équipe                | Points                |
| --------------------- | --------------------- | --------------------- | --------------------- | --------------------- |
| 1er                   | Tom Steels            | Belgique              | Mapei-Quick Step      | 100 pts               |
| 2e                    | Marcel Wüst           | Allemagne             | Festina               | 99 pts                |
| 3e                    | Erik Zabel            | Allemagne             | Deutsche Telekom      | 94 pts                |
| 4e                    | Stuart O'Grady        | Australie             | Crédit Agricole       | 72 pts                |
| 5e                    | Jans Koerts           | Pays-Bas              | Farm Frites           | 68 pts                |

| Classement de la montagne | Classement de la montagne | Classement de la montagne | Classement de la montagne | Classement de la montagne |
| Coureur                   | Coureur                   | Pays                      | Équipe                    | Points                    |
| ------------------------- | ------------------------- | ------------------------- | ------------------------- | ------------------------- |
| 1er                       | Paolo Bettini             | Italie                    | Mapei-Quick Step          | 13 pts                    |
| 2e                        | Sébastien Demarbaix       | Belgique                  | Lotto-Adecco              | 10 pts                    |
| 3e                        | Markus Zberg              | Suisse                    | Rabobank                  | 8 pts                     |
| 4e                        | Richard Virenque          | France                    | Polti                     | 5 pts                     |
| 5e                        | Jacky Durand              | France                    | Lotto-Adecco              | 5 pts                     |

| Classement de la montagne | Classement de la montagne | Classement de la montagne | Classement de la montagne | Classement de la montagne |
| Coureur                   | Coureur                   | Pays                      | Équipe                    | Points                    |
| ------------------------- | ------------------------- | ------------------------- | ------------------------- | ------------------------- |
| 1er                       | Paolo Bettini             | Italie                    | Mapei-Quick Step          | 13 pts                    |
| 2e                        | Sébastien Demarbaix       | Belgique                  | Lotto-Adecco              | 10 pts                    |
| 3e                        | Markus Zberg              | Suisse                    | Rabobank                  | 8 pts                     |
| 4e                        | Richard Virenque          | France                    | Polti                     | 5 pts                     |
| 5e                        | Jacky Durand              | France                    | Lotto-Adecco              | 5 pts                     |

| Classement du meilleur jeune | Classement du meilleur jeune | Classement du meilleur jeune | Classement du meilleur jeune    | Classement du meilleur jeune |
| Coureur                      | Coureur                      | Pays                         | Équipe                          | Temps                        |
| ---------------------------- | ---------------------------- | ---------------------------- | ------------------------------- | ---------------------------- |
| 1er                          | Salvatore Commesso           | Italie                       | Saeco-Valli & Valli             | 19 h 02 min 32 s             |
| 2e                           | David Cañada                 | Espagne                      | ONCE-Deutsche Bank              | + 2 min 00 s                 |
| 3e                           | José Iván Gutiérrez          | Espagne                      | ONCE-Deutsche Bank              | + 2 min 37 s                 |
| 4e                           | Magnus Bäckstedt             | Suède                        | Crédit Agricole                 | + 4 min 07 s                 |
| 5e                           | David Millar                 | Royaume-Uni                  | Cofidis-Le Crédit par Téléphone | + 4 min 15 s                 |

| Classement du meilleur jeune | Classement du meilleur jeune | Classement du meilleur jeune | Classement du meilleur jeune    | Classement du meilleur jeune |
| Coureur                      | Coureur                      | Pays                         | Équipe                          | Temps                        |
| ---------------------------- | ---------------------------- | ---------------------------- | ------------------------------- | ---------------------------- |
| 1er                          | Salvatore Commesso           | Italie                       | Saeco-Valli & Valli             | 19 h 02 min 32 s             |
| 2e                           | David Cañada                 | Espagne                      | ONCE-Deutsche Bank              | + 2 min 00 s                 |
| 3e                           | José Iván Gutiérrez          | Espagne                      | ONCE-Deutsche Bank              | + 2 min 37 s                 |
| 4e                           | Magnus Bäckstedt             | Suède                        | Crédit Agricole                 | + 4 min 07 s                 |
| 5e                           | David Millar                 | Royaume-Uni                  | Cofidis-Le Crédit par Téléphone | + 4 min 15 s                 |

| Classement par équipes | Classement par équipes | Classement par équipes | Classement par équipes |
| Équipe                 | Équipe                 | Pays                   | Temps                  |
| ---------------------- | ---------------------- | ---------------------- | ---------------------- |
| 1re                    | Rabobank               | Pays-Bas               | 56 h 57 min 55 s       |
| 2e                     | Deutsche Telekom       | Allemagne              | + 12 min 06 s          |
| 3e                     | Crédit Agricole        | France                 | + 13 min 08 s          |
| 4e                     | ONCE-Deutsche Bank     | Espagne                | + 15 min 40 s          |
| 5e                     | US Postal Service      | États-Unis             | + 16 min 45 s          |

| Classement par équipes | Classement par équipes | Classement par équipes | Classement par équipes |
| Équipe                 | Équipe                 | Pays                   | Temps                  |
| ---------------------- | ---------------------- | ---------------------- | ---------------------- |
| 1re                    | Rabobank               | Pays-Bas               | 56 h 57 min 55 s       |
| 2e                     | Deutsche Telekom       | Allemagne              | + 12 min 06 s          |
| 3e                     | Crédit Agricole        | France                 | + 13 min 08 s          |
| 4e                     | ONCE-Deutsche Bank     | Espagne                | + 15 min 40 s          |
| 5e                     | US Postal Service      | États-Unis             | + 16 min 45 s          |